# Dieter Strecker
Dieter Strecker (* 1944) ist Autor von psychologischen Ratgeberbüchern.
Nach dem Studium der evangelischen Theologie in Marburg, Tübingen und New York promovierte er 1973 über "Religion und Metaphysik im Leben und Denken Eduard Sprangers" an der Universität Tübingen im Bereich Pädagogik.
Später war er nach Angaben seines Selbstverlags Art & Grafik als Professor in Reutlingen, Houston/Texas, New York und Tübingen tätig – mit den Schwerpunkten Verkehrserziehung und Religiöse Beziehung.
Sein Schaffen umfasst eine Vielzahl an Ratgeber-Büchern. Er arbeitet in freier psychologischer Praxis in Rutesheim.

## Werke
- Dem Leben Vertrauen schenken, Mariposa, 2008
- Frei von Angst. Wege ins Leben, Strecker, 1998
- Kommunikations-Management für Zahnärzte, Leinfelden, 1997
- Vom guten Umgang mit sich in depressiven Momenten, 1992
- Vom guten Umgang mit Sterbenden, Art & Grafik, 1991
- Vom guten Umgang mit alten Menschen, Art & Grafik, 1991
- Vom guten Umgang mit Kindern, Art & Grafik, o. J.
- Vom guten Umgang mit sich selbst, Art & Grafik, o. J.
- Vom guten Umgang mit Gott, Art & Grafik, o. J.
- Vom guten Umgang mit Angestellten, Art & Grafik, 1991
- Vom guten Umgang in der Partnerschaft, Art & Grafik, o. J.
- Die Altenrepublik, Fellbach, 1989
- Religiöse Erziehung im Elternhaus, Fellbach, 1987
- Kindergerechte religiöse Erziehung im Kindergarten, Fellbach, 1987
- Didaktik der Verkehrserziehung, Heidelberg, 1979
- Religionsunterricht und Spielpädagogik in der Grundschule, Limburg, 1979